# اخبار (فیلم ۲۰۰۵)
«اخبار» (کنادا: ನ್ಯೂಸ್) فیلمی در ژانر اکشن است که در سال ۲۰۰۵ منتشر شد.